# Rhingia campestris
Rhingia campestris — вид мух-журчалок из подсемейства Syrphinae.

## Описание
Муха в длину 7—11 мм с размахом крыльев 12—18 мм. Время лёта с марта по ноябрь, но редко встречается.

### Схожие виды
Схожим видом является Rhingia rostrata который отличается лишь отсутствием чёрной каймы верхней стороны брюшка.

## Экология и местообитания
Личинки живут ассоциацией с коровьим (Bos taurus) навозом.

## Галерея

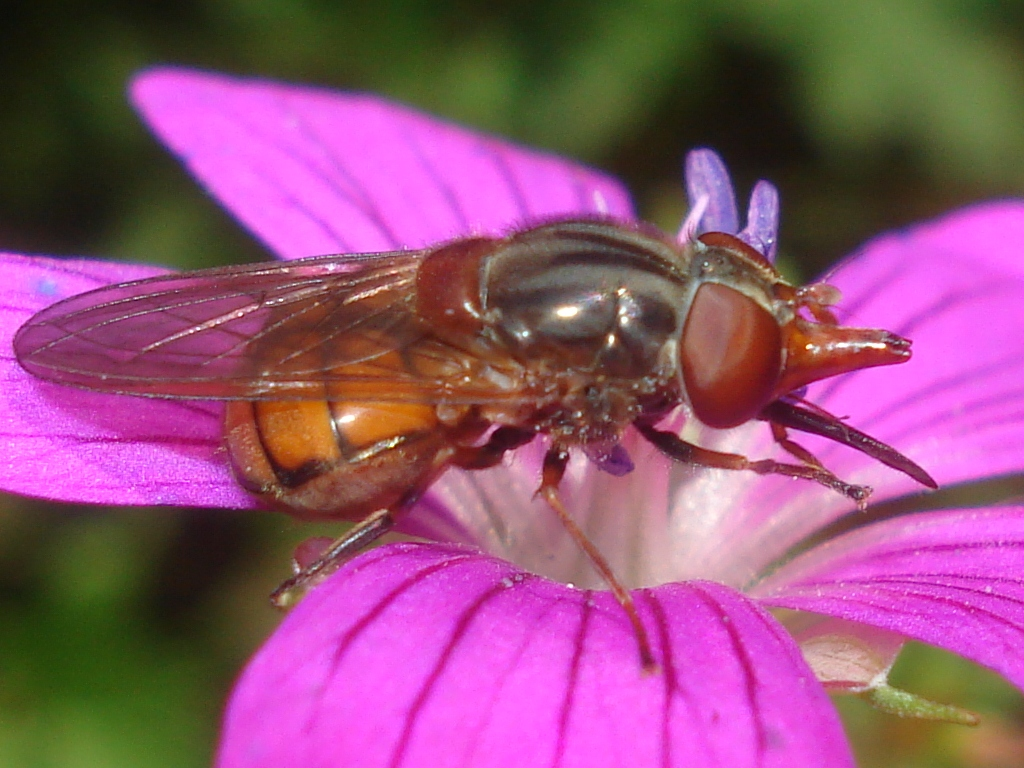
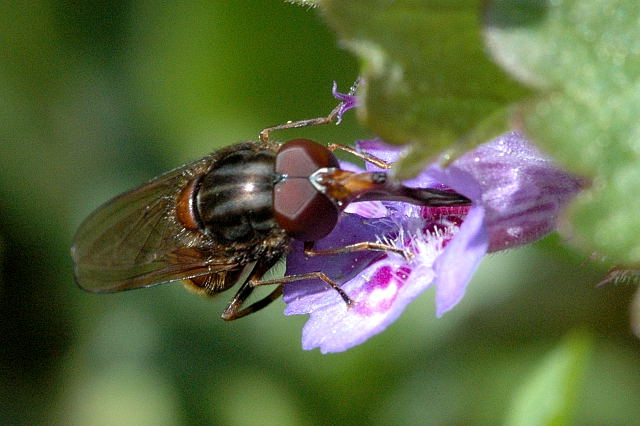
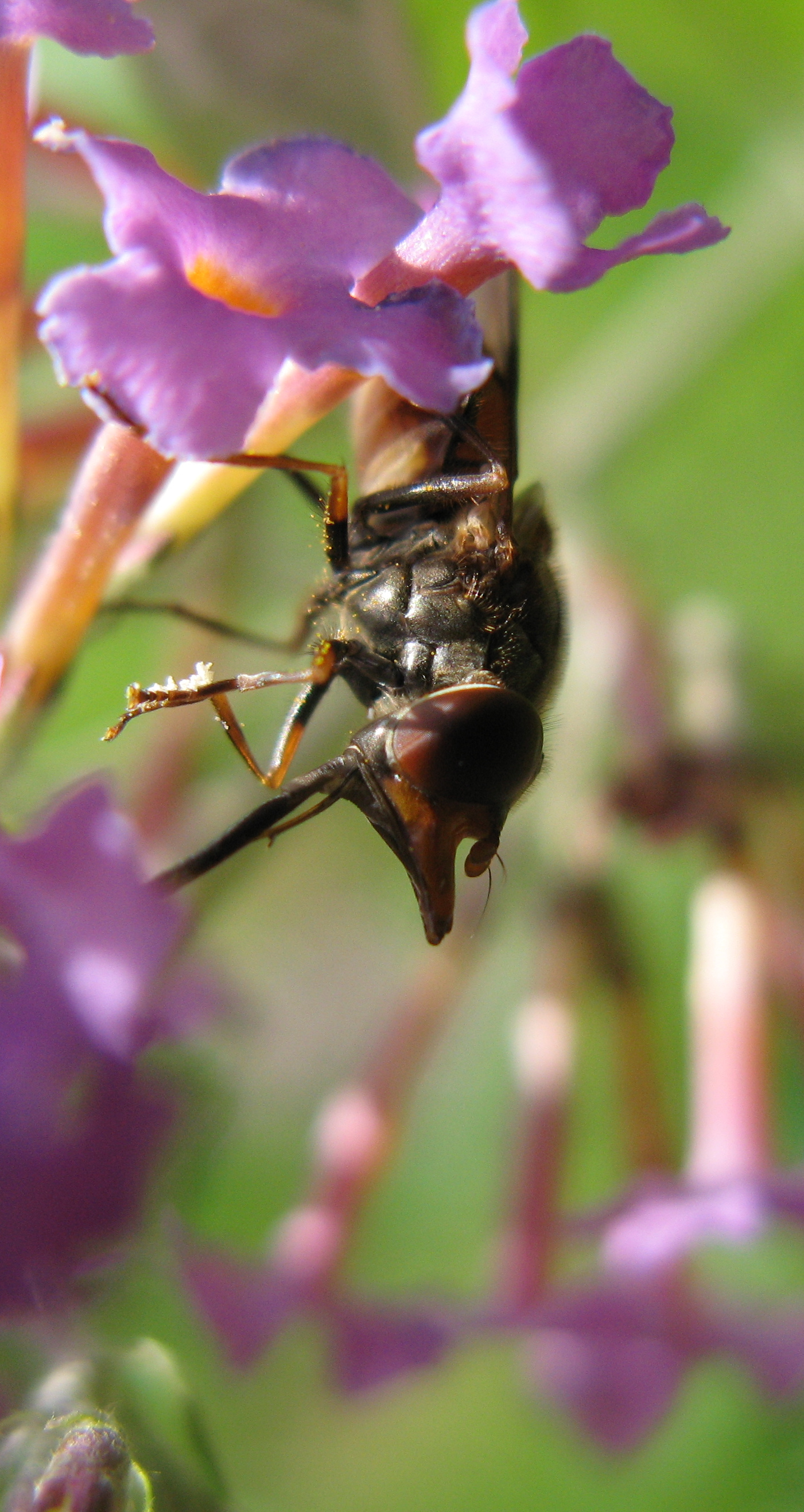
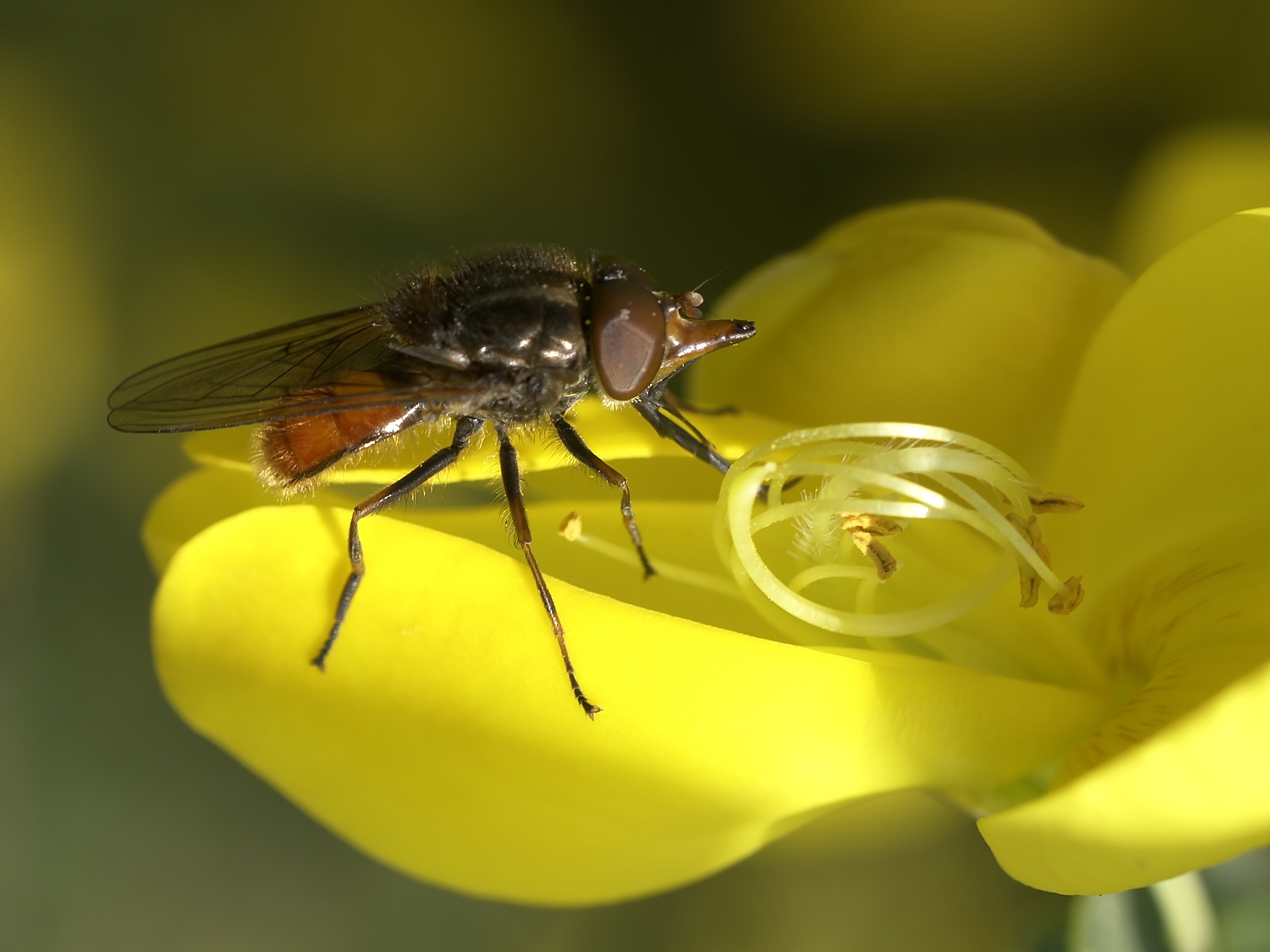
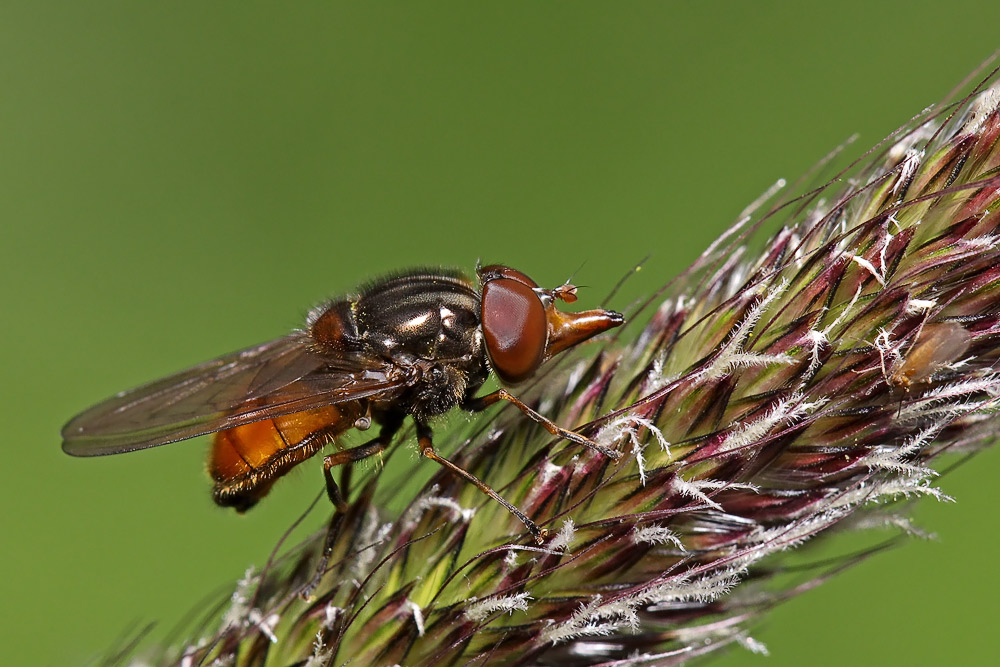